# Psyllaephagus euphyllurae
Psyllaephagus euphyllurae is een vliesvleugelig insect uit de familie Encyrtidae. De wetenschappelijke naam is voor het eerst geldig gepubliceerd in 1911 door Masi.